# Уткино (Свердловский район)
Уткино (укр. Уткине) — село, относится к Свердловскому району Луганской области Украины. Под контролем самопровозглашённой Луганской Народной Республики.

## География
У села берёт своё начало река Нагольная (приток Миуса). Соседние населённые пункты: город Свердловск на северо-востоке; село Кондрючее на востоке; посёлок Калининский (ниже по течению Нагольной) на юге; село Рытиково (ниже по течению Нагольной) на юго-западе; посёлок Шахтёрское, а также село Матвеевка, на западе; посёлок Ленинское на северо-северо-западе.

## Население
Население по переписи 2001 года составляло 97 человек.

## Общие сведения
Почтовый индекс — 94855. Телефонный код — 6434. Занимает площадь 17,95 км². Код КОАТУУ — 4424284405.

## Местный совет
94855, Луганская обл., Свердловский сельский совет, с. Матвеевка, ул. Октябрьская, 14а